# 支配勘定
支配勘定（しはいかんじょう）は、江戸幕府における職名の1つ。勘定所で実務に当たる勘定奉行配下の役人で、役所においては勘定の下にあたる。勘定所には他に、支配勘定見習や支配勘定出役などがいた。職務上、筆算の才能が必要なため、任用に際しては吟味が行なわれた。
躑躅間（つつじのま）詰めで裃役、100俵高。持扶持勤めで御目見以下の御家人がこの職に就いた。徒目付・火番・小普請組・普請役や、勘定所の下僚が支配勘定へ昇進し、その後勘定や勘定吟味方改役、代官などになった。設置されたのは万治2年（1659年）で、この時の人員は24名。宝暦11年（1761年）には93名となっていた。
宝暦4年（1754年）普請修復見分のための遠国出張費（物書料）を、関外は20両・関内は15両と定められたが、同6年（1756年）には関外15両・関内10両に減額された。
支配勘定見習は、10人扶持で、宝暦5年（1755年）12月に設置。
支配勘定出役は、譜代席で100俵以下の者は5人扶持を与えられた。寛政8年（1796年）に設置。当初20名だったが、同11年（1799年）に15名が追加。さらに文政3年（1820年）に10名、天保9年（1838年）に20名がそれぞれ加わり、計65名となった。